# 사시데 마리아
사시데 마리아(일본어: 指出 毬亜 さしで まりあ[*], 1998년 9월 20일 ~ )는 일본의 성우이다. 사이타마현 출신. WITH LINE 소속.
차마루(본명:유세현)과는1998년동갑내기이다